# Kitzur Shulján Aruj
El Kitzur Shulján Aruj, publicado por primera vez en 1864, es un resumen del Shulján Aruj del rabino Joseph Caro, con referencias a comentarios rabínicos posteriores.
El libro fue escrito por el rabino Shlomo Ganzfried, para ser estudiado por judíos que no estaban en condiciones de completar el estudio del Shulján Aruj completo, con sus correspondientes comentarios. El trabajo fue escrito en un hebreo fácilmente comprensible. 
El Kitzur dice lo que está permitido, y lo que no está permitido sin ambigüedad. Ganzfried era un judío húngaro, y puso el énfasis de su obra en las costumbres de los judíos húngaros de su época.
Esta obra fue escrita para ser un texto popular, y como tal no tiene el nivel de detalle del Shulján Aruj original, aunque normalmente sigue su misma estructura interna.
Ganzfried basó sus decisiones en las opiniones de tres autoridades rabínicas: los rabinos Yaakov Lorberbaum, Schneur Zalman de Liadí, el autor del Shulján Aruj HaRav, y Avraham Danzig, el autor del Chayei Adam y del Chochmat Adam.
En los casos de desacuerdo, Ganzfried adoptó el punto de vista mayoritario. (Caro ya había usado un método parecido para escribir el Shulján Aruj en 1563, sus autoridades rabínicas de referencia fueron los rabinos: Isaac Alfasi, Maimónides y Asher ben Jehiel.
El Kitzur se volvió inmensamente popular después de su publicación por su simplicidad, y es aún un libro popular en el judaísmo ortodoxo, se usa habitualmente como una obra de estudio. 
En el seno de la literatura rabínica, existen otras obras que son precisas y fáciles de entender por el pueblo llano, estas obras son resúmenes del Shulján Aruj, entre ellas cabe destacar las siguientes: Ben Ish Chai, Chayei Adam, etcétera. 
El Kitzur no se usa como base para tomar decisiones de carácter legal, en lugar de ello, los rabinos utilizan el Shulján Aruj, sus comentarios y obras posteriores como el Kaf HaChaim o la Mishna Berura.
Debido a su popularidad, este libro es a menudo imprimido con referencias cruzadas de otras obras de halajá, especialmente el Shulján Aruj HaRav o la Mishna Berura, una edición popular contiene notas del rabino Mordechai Eliyahu, tituladas Darké Halajá, con referencias cruzadas de las autoridades rabínicas sefardíes.
Muchas ediciones del Kitzur, incluyen un apéndice con las leyes pertenecientes a la Tierra de Israel, que fueron recopiladas por el Chazon Ish (el rabino Abraham Yeshaya Karelitz). Existe un comentario del rabino Shlomo Zalman Braun sobre esta obra. 
Ganzfried, de todas formas, declaró que no hacían falta comentarios para esta obra, ya que la misma trataba de resumir la halajá, en la medida de lo posible, y que esos comentarios debían ser incluidos en el Shulján Aruj original, y no en el Kitzur.  
Actualmente, la Mishna Berura ha suplantado prácticamente a otras obras como el Chayei Adam y el Aruj HaShulján, como la autoridad primaria en todo lo referente a la vida diaria de los judíos asquenazíes.
El Kitzur Shulján Aruj Yomi, es un programa de aprendizaje diario, donde el estudio de esta obra es completado anualmente. 
El ritmo de estudio de la obra, no sigue un orden establecido, en lugar de esto, está ordenado de manera que el alumno estudia las leyes referentes a las festividades judías, durante las semanas anteriores a cada celebración.
El alumno puede empezar a aprender en cualquier momento del año, y completar el ciclo de estudio durante el curso de un año. El programa es muy popular, porque solamente requiere entre cinco y diez minutos de estudio al día. Hay muchos recursos en la red.
El Kitzur Shulján Aruj ha sido traducido al inglés en varias ocasiones. La traducción de Hyman E. Goldin fue publicada en 1961, con la intención de mejorar las anteriores traducciones de la obra, y hacerla más comprensible, tanto para los académicos, como para las personas del pueblo llano. 
Durante los años 80 y 90 del siglo XX, fueron publicadas dos traducciones modernizadas de la obra, las cuales incluían referencias cruzadas parecidas a las que aparecían en la versión hebrea: en 1987, la editorial Metsudah Publications, publicó una traducción del rabino Avrohom Davis, y en 1991, la editorial Moznaim Publishing, publicó una traducción del rabino Eliyahu Touger. 
La traducción de Artscroll de 2011, bajo la supervisión editorial del rabino Eliyahu Klugman, incluía comparaciones con la Mishna Berura, y con el Igrot Moshe del rabino Moshé Feinstein. Actualmente existen diversas traducciones disponibles en línea.